# Chi Zhuzi
Św. Chi Zhuzi (chiń. 郗柱子) (ur. 1882 w Dezhaoyin, Hebei w Chinach – zm. czerwiec/lipiec 1900 r. w Dechao, Hebei) – święty Kościoła katolickiego, katechumen, męczennik.

## Życiorys
Chi Zhuzi urodził się we wsi Dezhaoyin w powiecie Shen, prowincja Hebei. Pociągnięty przykładem katolików z wioski uczył się katechizmu i prawd wiary. W wieku 17 lat postanowił zostać katolikiem.
Podczas powstania bokserów w Chinach doszło do prześladowania chrześcijan. Jesienią 1899 r., gdy powstanie rozszerzyło się, jego rodzice radzili mu, żeby przestał chodzić do kościoła. On pozostał jednak wierny swojej wierze. W czasie chińskiego Nowego Roku odmówił oddania czci bóstwom domowym, w konsekwencji czego został wykluczony z rodziny. Schronienie znalazł wśród katolików. Jednak gdy prześladowania nasiliły się, rodzice kazali mu wrócić do domu. Latem 1900 r. na drodze spotkał grupę powstańców. Ci kazali oddać mu cześć bogom w najbliższej świątyni. Chi Zhuzi odmówił i odważnie wyznał, że jest katolikiem. Wówczas zaczęli go torturować, odcięli mu ręce, a następnie zamordowali. Po jego śmierci jego rodzina przeszła na katolicyzm.

## Dzień wspomnienia
9 lipca w grupie 120 męczenników chińskich.

## Proces beatyfikacyjny i kanonizacyjny
Został beatyfikowany 17 kwietnia 1955 r. przez Piusa XII w grupie Leon Mangin i 55 Towarzyszy. Kanonizowany w grupie 120 męczenników chińskich 1 października 2000 r. przez Jana Pawła II.